# Capnodis cariosa
Capnodis cariosa es una especie de escarabajo del género Capnodis, familia Buprestidae. Fue descrita científicamente por Pallas en 1776.